# Račeva
Račeva este o localitate din comuna Žiri, Slovenia, cu o populație de 159 de locuitori.